# Semmerzake (plaats)
Semmerzake is een dorp in de Belgische provincie Oost-Vlaanderen en een deelgemeente van Gavere, het was een zelfstandige gemeente tot aan de gemeentelijke herindeling van 1977.

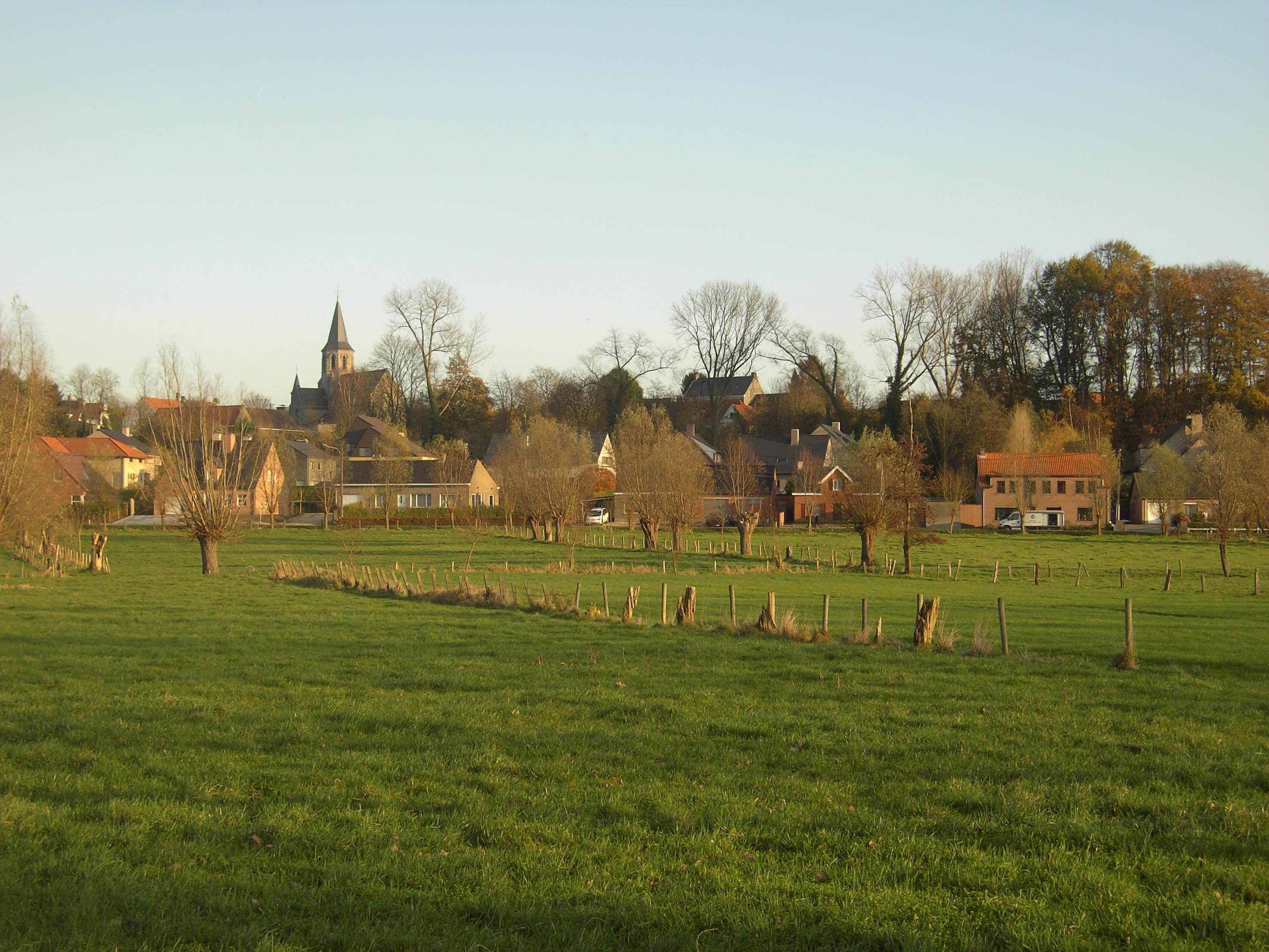
Uitzicht op Semmerzake

## Geschiedenis
Uit Semmerzake zijn vondsten bekend uit de Gallo-Romeinse periode en ook grafvelden uit de Gallo-Romeinse en Merovingische periode.
De naam Semmerzake is afkomstig van het Gallo-Romeinse Cimbrasiaco wat op de naam een persoon zou slaan die een landgoed met villa bezat. De oudste vermelding, als Cimbarsaca, is van 814 en komt voor in een jaarboek van de Sint-Pietersabdij te Gent.
Semmerzake behoorde bestuurlijk tot het Land van Aalst.
In 1453 werd vlak bij de Slag bij Gavere gestreden, de beslissende slag in de Gentse Opstand (1449-1453), waarbij de Gentse milities vernietigend werden verslagen door de Hertog van Bourgondië, Filips de Goede. In Semmerzake werd het Gentse leger definitief overmeesterd.
Semmerzake was een zelfstandige gemeente tot eind 1976, op 1 januari 1977 werd het een deelgemeente van Gavere.

## Demografische ontwikkeling
- Bronnen:NIS, Opm:1831 tot en met 1970=volkstellingen; 1976 = inwoneraantal op 31 december

## Bezienswaardigheden

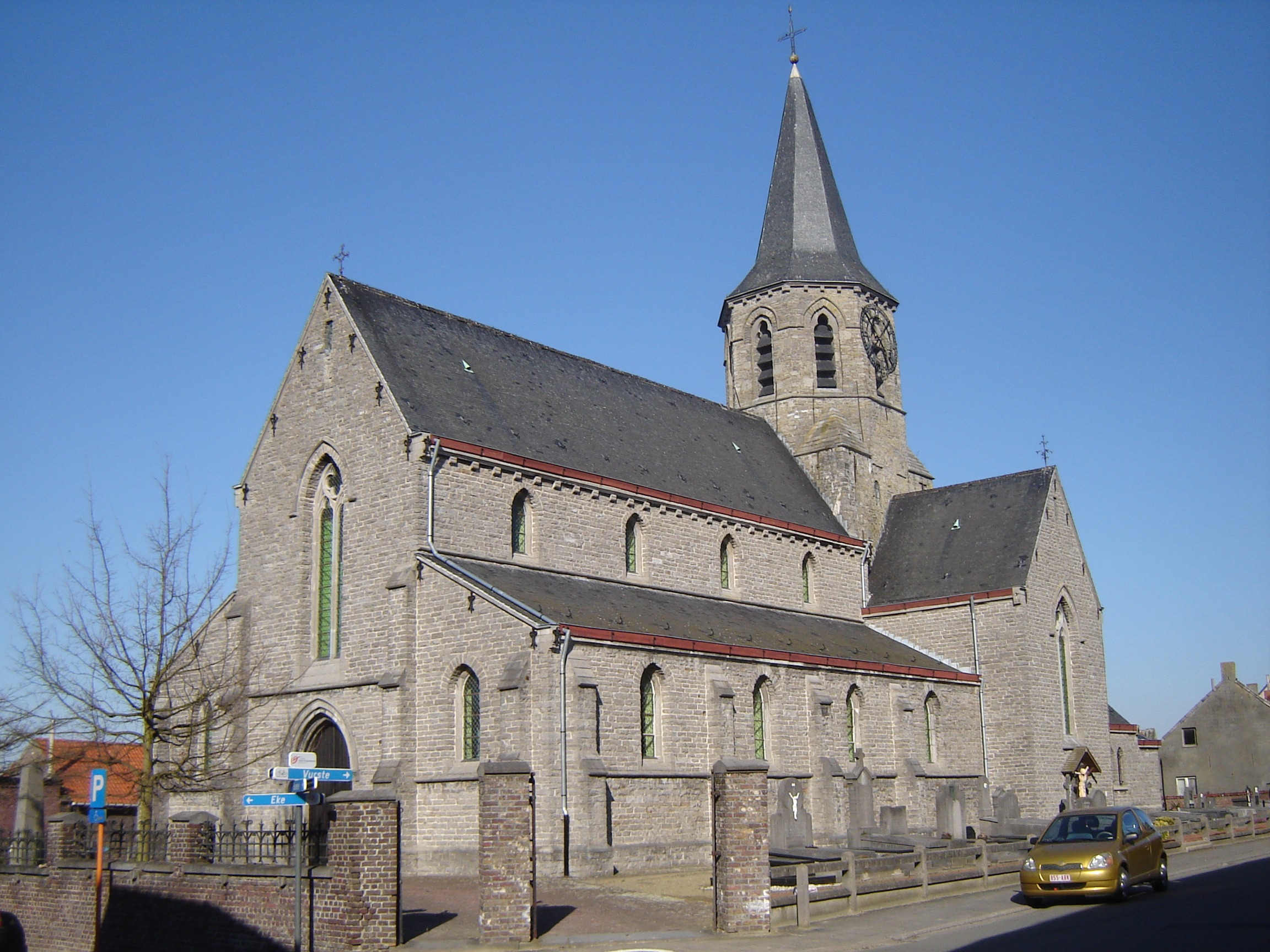
Sint-Pietersbandenkerk

- De dorpskom is geklasseerd als beschermd dorpsgezicht.
- De Sint-Pietersbandenkerk.
- De Molen De Ronne, waarvan enkel nog de romp bewaard is.
- De Steenbakkerssite over de veldovens voor baksteen in de Scheldestreek.

## Natuur en landschap
Semmerzake ligt aan de Schelde, waar zich het natuurgebied Taerwemeersch bevindt. Dit heeft een hoogte van ongeveer 7,5 meter. Een steilrand, met hoogteverschillen tot 20 meter, vormt de overgang naar het achterland.
In de Scheldevallei heeft ook kleiwinning plaats gehad ten behoeve van de baksteenproductie (Steenbakkerssite).

## Politiek
Semmerzake had een eigen gemeentebestuur en burgemeester tot de fusie van 1977. Burgemeesters waren:
- ?-1939 : Jordan De Ronne
- ?-1952 : Julien Vanden Meersschaut
- 1953-1976 : Albert Vanden Meersschaut

## Diensten

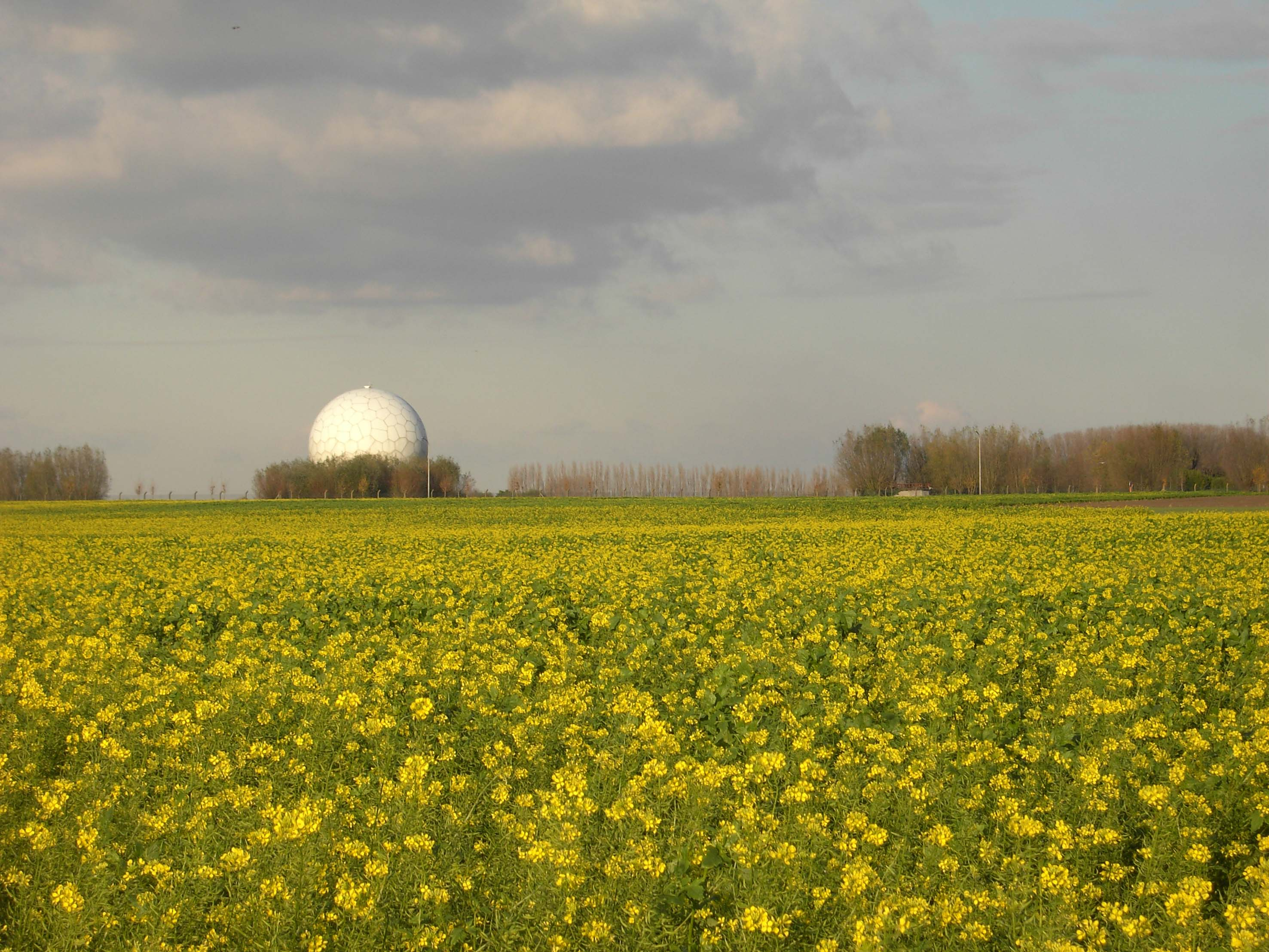
Radar van Semmerzake

In Semmerzake is een militair luchtvaartcontrolecentrum gevestigd: het Air Traffic Control Center.

## Nabijgelegen kernen
Eke, Vurste, Gavere